# Lycosa pavlovi
Lycosa pavlovi là một loài nhện trong họ Lycosidae.
Loài này thuộc chi Lycosa. Lycosa pavlovi được Ehrenfried Schenkel-Haas miêu tả năm 1953.